# ヨセバ・エロセギ

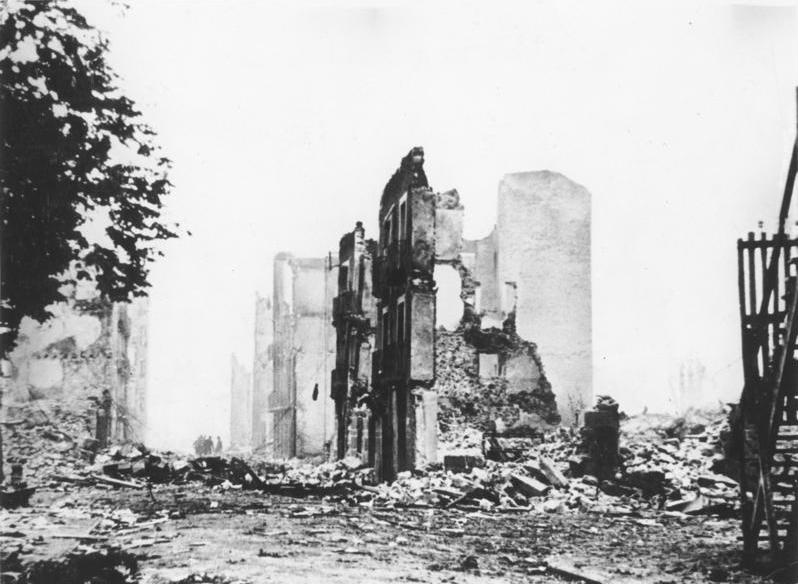
ゲルニカ爆撃後のゲルニカの町

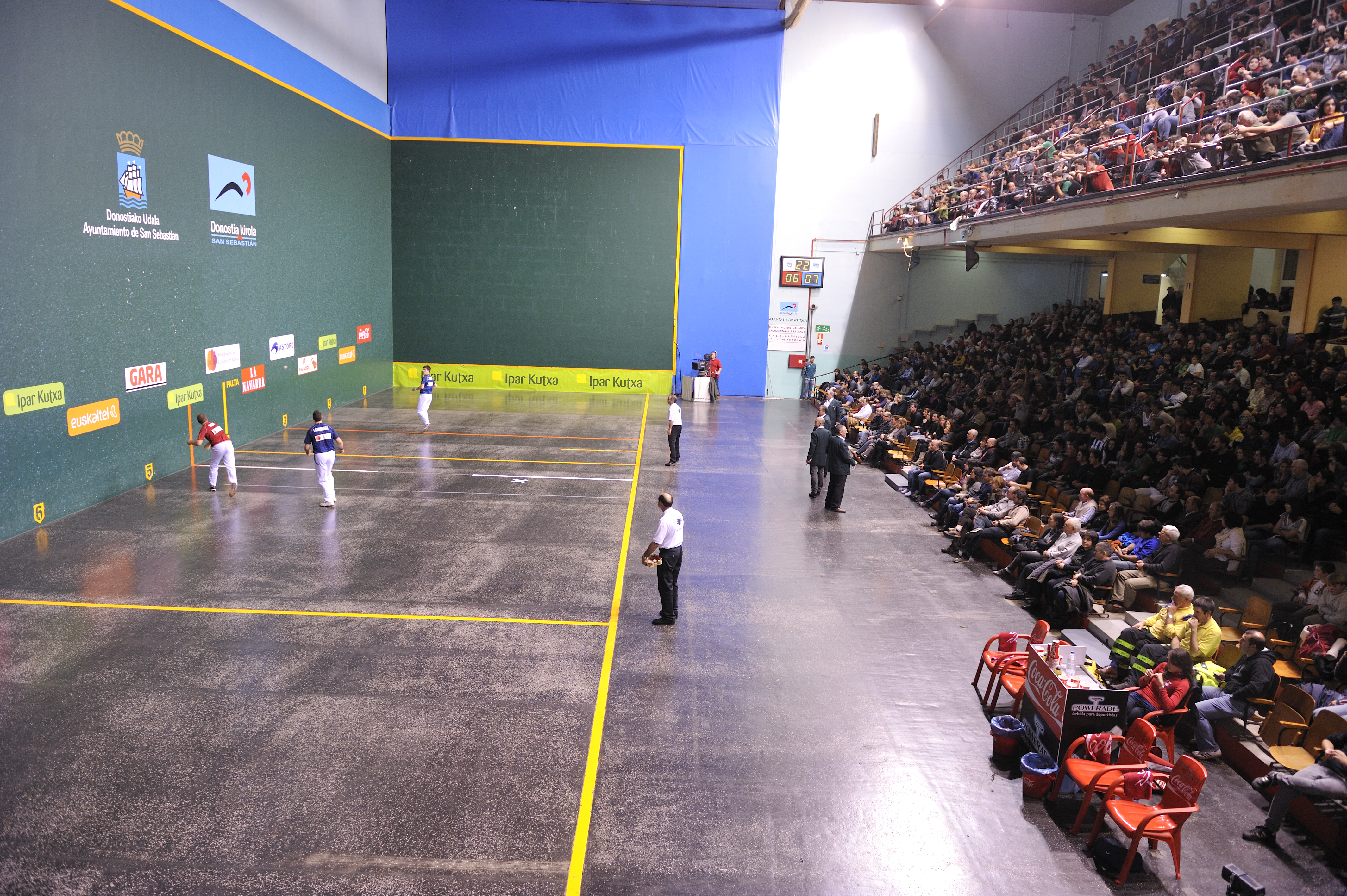
1970年に焼身自殺を図ったアノエタ競技場

ヨセバ・エロセギ・オドリソーラ（Joseba Elosegi Odriozola, 1915年12月6日 – 1990年9月2日）は、スペイン・ギプスコア県サン・セバスティアン出身のバスク民族主義者・政治家。1970年にフランシスコ・フランコの目前で焼身自殺を図ったことで知られる。

## 経歴

### スペイン内戦とフランス亡命
1915年、ギプスコア県サン・セバスティアンの家庭に10人兄弟姉妹の5番目として生まれた。両親はバスク人であり、エロセギ家ではバスク語のみが用いられた。20歳だった1936年7月にスペイン内戦が勃発すると、バスク民族主義党(PNV)の民兵として内戦に参戦し、中隊長として前線に配置された。10月7日にスペイン共和国議会でバスク自治政府が承認され、ホセ・アントニオ・アギーレがゲルニカの木の下で有名な就任宣誓を行った際には、部下とともにゲルニカに駆け付けた。1937年3月以降にエミリオ・モラ将軍を中心とする反乱軍の北方作戦が開始されると、戦力で下回るバスク軍は撤退を余儀なくされ、エロセギが率いる軍は4月25日、ギプスコア県エイバルの前線から西方のビスカヤ県ゲルニカに退いた。4月26日にはコンドル軍団を中心とした反乱軍の空軍によってゲルニカ爆撃が行われ、エロセギは爆撃の一部始終を体験した。6月19日にはバスク自治政府の首都であるビルバオが陥落。7月にはバスク軍の兵士の多くが反乱軍の捕虜となり、エロセギ自身は「ゲルニカを破壊した」罪などで死刑判決を受けたが、捕虜交換要員としてカタルーニャ地方に移り、共和国軍兵士として戦い続けた。
23歳だった1939年の内戦終結後にはフランスに亡命し、第二次世界大戦期には、ピレネー山脈で書類、図面、金銭、要人などを案内してスペイン＝フランス国境を越える仕事を担当した。内戦勃発10周年記念日の1946年7月18日には、サン・セバスティアンにあるサン・セバスティアン大聖堂の頂点にイクリニャ（バスクの旗）を設置し、フランシスコ・フランコ独裁政権に対する抵抗の意思を見せた。その後は再び亡命先のフランスに戻った。フランスで結婚はしたが、生まれた息子は17歳の時に亡くなった。

### 焼身自殺と政治家転身
フランコ独裁政権末期の1970年、フランコ派の学者リカルド・デ・ラ・シエルバは、ゲルニカ爆撃がコンドル軍団によるものであることを、フランコ派として初めて認めた。また、8月5日には同じくフランコ派の学者ビセンテ・タロンによる『燃えるゲルニカ』が出版されたが、ゲルニカ爆撃にフランコの責任はないとしており、54歳になっていたエロセギはこれらの見解に激怒した。9月18日、サン・セバスティアンのアノエタ競技場（現アターノ3世競技場）でハイ・アライの国際試合が行われ、フランコ夫妻は貴賓席から観覧していた。開会が宣言された時、エロセギは全身にガソリンを浴びてから自らの身体に火を付け、火だるまになりながら「バスクの自由バンザイ」と叫び、下階の貴賓席に座るフランコの面前に上階から飛び降りた。死を覚悟しての焼身自殺だったが、エロセギは一命を取り留め、8カ月間入院した後に4年間入獄した。1971年にはフランスのボルドーで、「象徴的に、ゲルニカの火をフランコの下に運びたい」ための行動だったとする原稿が出版された。
1975年にフランコが死去し、スペインが民主化への移行期を迎えると、エロセギはバスク民族主義党選出のスペイン上院議員となった。1986年、バスク民族主義党からカルロス・ガライコエチェアを筆頭とする党内左派がバスク連帯(EA)として分離した際には、エロセギもバスク連帯の一員となった。74歳だった1990年、サン・セバスティアンで死去した。